# Hathor Mons
L'Hathor Mons è una struttura geologica della superficie di Venere.